# Eumastax jagoi
Eumastax jagoi är en insektsart som beskrevs av Marius Descamps 1971. Eumastax jagoi ingår i släktet Eumastax och familjen Eumastacidae. Inga underarter finns listade i Catalogue of Life.